# الحريدية والصهيونية
عبر القادة اليهوديون الحريديون، منذ تأسيس الحركة الصهيونية السياسية في تسعينيات القرن العشرين، عن اعتراضاتهم على توجهها العلماني، وقد كانت الغالبية العظمى من اليهود الحريديين تعارض الصهيونية قبل تأسيس دولة إسرائيل. كان ذلك يعود في المقام الأول إلى المخاوف من أن تعيد القومية العلمانية تعريف الأمة اليهودية من مجتمع ديني قائم على اتحادهم مع الله الذي تمثل قوانين الالتزام بالدين بالنسبة له «جوهر مهمة الأمة، وغايتها وحقها في الوجود»، إلى مجموعة عرقية مثل أي مجموعة أخرى بالإضافة إلى المخاوف من الرأي القائل بأنه كان ممنوعًا على اليهود إعادة تأسيس الحكم اليهودي في أرض إسرائيل قبل ظهور المسيح. لم يكن أولئك الحاخامات الذين دعموا إعادة استقرار اليهود في فلسطين في أواخر القرن التاسع عشر لديهم أي نية في احتلال فلسطين وإعلان استقلالهم عن حكم الأتراك العثمانيين، وقد فضل البعض أن يسمح فقط لبعض اليهود النشطين بالاستقرار هناك.
شجع بعض القادة الحريديين الأوروبيين أتباعهم خلال ثلاثينيات القرن العشرين، على عدم التوجه إلى فلسطين، حيث كان يكتسب الصهاينة النفوذ. عندما أصبحت المخاطر التي تواجه اليهود الأوروبيين أكثر وضوحًا، قررت منظمة أجوداث الحريدية الإسرائيلية التعاون إلى حد ما مع القادة الصهاينة، للسماح لليهود المتدينين بإمكانية اللجوء إلى فلسطين. فضل بعض أعضاء منظمة أجوداث في فلسطين أن يشكلوا تحالفًا ضد الحركة الصهيونية مع القوميين العرب، لكن ذلك لم يحدث قط. بعد تأسيس دولة إسرائيل، رسمت كل حركة فردية داخل اليهودية الأرثوذكسية المتطرفة مسارها الخاص في نهج تعاملها مع دولة إسرائيل.
قتل نحو 80% من الأوروبيين الحريديين في الهولوكوست. زعمت دراسة في أواخر عام 2006 أن ما يزيد قليلًا عن ثلث الإسرائيليين كانوا يعتبرون الحريدية أكثر مجموعة مكروهة في إسرائيل. وفقًا لاستطلاع رأي أجراه مركز بيو للأبحاث عام 2016، فإن 33% من الحريديين الإسرائيليين يقولون إن مصطلح «صهيوني» يصفهم بدقة.

## التاريخ

### المعارضة الأولى للصهيونية
على أمل كسب الجماعات الحاسيديمية إلى صف المنظمة الصهيونية، سعى ثيودور هرتزل إلى الحصول على الدعم من أحد أبرز الحاخامات في الإمبراطورية النمساوية المجرية، ديفيد موش فريدمان (توفي عام 1903)، حاخام عائلة خورتكوف. حافظ على التواصل معه على مدى أكثر من ثلاث سنوات، حاول خلالها عقد مؤتمر حاخامات من أجل الترويج للصهيونية؛ لكن شيئًا من ذلك لم يتحقق على الإطلاق. كان فريدمان داعمًا منذ زمن طويل للجهود الرامية لتوطين اليهود في فلسطين شريطة أن يلتزموا بالقانون اليهودي. كان في الواقع من أوائل الأعضاء في منظمة أهافاث زيون، وهي منظمة صهيونية تأسست في عام 1897 بهدف محدد هو إعلام اليهود من طائفة الغاليسيين حول خطة إقامة وطن قومي لليهود. على الرغم من أن أهافاث زيون نجحت في جذب آلاف الأعضاء والعديد من الحاخامات من المجتمعات الصغيرة، فإنها لم تتمكن من وقف مشاعر المعاداة للصهيونية المتزايدة بين أغلب القادة الأرثوذوكسيين. لم يستطيعوا إقناع أي من قادة الحسيديين الكبار، فيما عدا فريدمان، بدعم مشروع الصهيونية. كان الحاسيديم صاخبين كثيرًا في معارضتهم للصهيونية وكثيرًا ما كانوا يحتجون ضد الصهاينة. حتى أنهم تمادوا في ذلك لدرجة حظر نجمة داوود، وهي في الأصل رمز ديني لا يظهر إلا في المعابد الدينية، لكنها أصبحت «مدنسة» بسبب الصهاينة.
في عام 1889، صرح الحاخام جوزيف دوف سولوفيتشيك أن المبادرات الصهيونية الأولى تشبه الطائفة الميسانية المزيفة في القرن السابع عشر والتي كان يترأسها شبتاي تسفي. حذر ابنه الحاخام حايم سولوفيتشيك أيضًا قائلًا: «يجب أن يكون شعب إسرائيل حريصًا على عدم الانضمام إلى مشروع يهدد أرواحهم ويدمر دينهم، ويشكل حجر عثرة أمام بني إسرائيل». عندما زعم الصهاينة في بريسك أن الصهيونية قادرة على وقف مد الاندماج اليهودي في المجتمعات، شعر سولوفيتشيك أن أكثر ما يهم اليهودية هو النوعية وليس الكمية.
استمرت الإدانات الشديدة للصهيونية السياسية حتى القرن العشرين. في عام 1903، نشر الحاخام شولوم دوفبر شنيرسيون من حركة لوبافيتش (حباد) كتابًا بعنوان كونتريس أوميان، الذي تضمن جدالًا قويًا ضد الصهيونية. عارض الحركة الصهيونية الدينية، وكان قلقًا للغاية من أن القومية العلمانية ستحل محل اليهودية كأساس للهوية اليهودية. كان للحاخام باروخ هالبرستام (توفي عام 1906) دور رئيسي في معارضة الصهيونية، بما يتماشى مع موقف والده، حاييم هالبرستام من سانز.
في عام 1912، أسس القادة الحريديون في أوروبا منظمة أجوداث إسرائيل التي كانت تأمل أن تجد «حلًا لجميع المشاكل التي تواجه الشعب اليهودي باسم روح التوراة». منذ البداية، عارض أعضاء منظمة أجوداث بشدة استبدال الحركة الصهيونية للرابطة الدينية التاريخية بأرض إسرائيل بالقومية العلمانية. قال إسرائيل مائير كاغان إن مصير الأمة اليهودية كان أن تبقى في المنفى حتى ظهور المسيح. لكن مع انتشار معاداة السامية في أوروبا، أصبح بعض القادة الأرثوذوكس أكثر تأييدًا لأهداف الصهيونية. ناشد الحاخام إسحاق أعضاء أجوداث في عام 1934 «ألا يتركوا التاريخ اليهودي للصهاينة» آملًا أن يساعد اليهود المتدينون في إقامة وطن لليهود. ظل الآخرون معارضين بشدة، وعلى رأسهم حاخام موكاجيفا حاييم إلعازار سبيرا (توفي عام 1937)، والذي كان أشد المعادين للصهيونية من بين الحاخامات الحسيديين. اعتبر سيرا الصهيونية على أنها إنكار للخلاص المقدس وللإيمان بالمسيح. حتى أنه اعترض على أجوداث إسرائيل بسبب دعمها للهجرة إلى فلسطين. في عام 1936، نشر منشورًا مناهضًا للمشروع الصهيوني وقع عليه 150 حاخام. خلال فترة الحرب، كتب الحاخام إلكونون واسرمان (1875-1941) من بارانافيتشي كتيبًا ألقى فيه باللوم على الصهاينة في اضطهاد اليهود في أوروبا. رفض اعتبار فكرة دولة يهودية علمانية هو «الحل للخلاص». كان هدف الصهيونية استئصال التقاليد اليهودية والدينية. في الاجتماع الكبير لأجوداث إسرائيل في ماريانسكي عام 1937، خصصت معظم النقاشات لمسألة الدولة اليهودية وصعود النازية إلى السلطة في ألمانيا، وارتفاع معاداة السامية في بولندا وليتوانيا. شكلت فلسطين منارة للجوء للجماعات الأوروبية المتدينة التي كان يزداد وضعها سوءًا بشكل تدريجي. في الحين الذي رفض فيه أغلبية الحاضرين تأسيس دولة يهودية علمانية من حيث المبدأ وأيضًا لأسباب عملية، غير أن أقلية منهم كانت مؤيدة لها، وذلك نتيجة تأثرهم بالوضع المأساوي.

## المواقف الحالية لجماعات الحريديم

### الجماعات التي لا تعترف بإسرائيل
هناك عدد من الجماعات الحريدية التي لا تعارض الصهيونية فحسب، بل لا تعترف أيضًا بدولة إسرائيل. من بين هؤلاء الطوائف الحاسيديمية لشومر إيمونيم (وتفرعاتها، تولدوس أهارون، وتولدوس أفروهوم يتستشك)، وميشكينوس هورويم، ودوشينسكي. في يوليو 1947، أعلن الحاخام يوسف تسفي دوشينسكي، الحاخام الأكبر لإداه هشاريديس في القدس، للأمم المتحدة «معارضته التامة لدولة يهودية في أي جزء من فلسطين». أكبر مجموعة حاسيديمية معادية للصهيونية هي ساتمار، التي تضم نحو 100,000 من أتباعها في جميع أنحاء العالم. لقد تبلور موقف الجماعة من قبل زعيمهم الساحر الحاخام جويل تيتلبوم، الذي كتب مقالات شاملة ومثيرة للجدل توضح بالتفصيل معارضته للصهيونية. شجع أتباعه الذين يعيشون في «الأرض المقدسة» على تكوين مجتمعات مكتفية ذاتيًا، ورفض مزايا الدولة الاجتماعية، وعدم التصويت في الانتخابات العامة. حرصًا على عدم اعتباره داعمًا لأعمال الحكومة الإسرائيلية، التي اعتبرها رجسًا، أمر جماعته بعدم زيارة الحائط الغربي والأماكن المقدسة الأخرى التي استولت عليها إسرائيل في حرب عام 1967. واحدة من أكثر الطوائف تطرفًا هي ناطوري كارتا. تشكلت عام 1938، وانفصلت عن أغوداث إسرائيل، ويتمركز أعضاؤها البالغ عددهم 5000 شخص في القدس وبيت شمش.
على الرغم من معارضتهم المشتركة للصهيونية، فإن ساتمار وغيرها من الجماعات الحريدية المعادية للصهيونية غالبًا ما تنتقد أنشطة ناطوري كارتا وتنأى بنفسها عنها علنًا.

### الجماعات التي تعارض الصهيونية العلمانية لكنها تعترف بإسرائيل
أغودات يسرائيل هي منظمة دولية (مع جمعية إسرائيلية) من مجموعات مختلفة من الحريديم، وخاصة من مجتمعات يشيفا الليتوانية والجماعات الحاسيديمية مثل جير وبلز. تأسست أغودات في البداية باعتبارها منظمة جامعة لليهود الأرثوذكس الذين اتحدوا للقتال ضد الحركة الصهيونية. بدافع الضرورة و«الإنقاذ من فم الأسد» سمحوا بالمشاركة في الانتخابات الوطنية، وإرسال ممثليهم إلى الكنيست الإسرائيلي «لحماية ما هو مقدس لنا بفعالية». لم ينخرطوا فيها بالكامل إذ لا يخدمون في جيشها، ولا يحتفلون بأي من العطلات الرسمية للدولة. إنهم يعارضون بشدة الخدمة في الجيش، بسبب وجود أفوداه زارا (عبادة الأوثان)، وشفيشوس دميم (القتل)، وجيلوي أرايوس (العلاقات غير المشروعة). يمثل حزب أغودات يسرائيل في الكنيست حزب يهدوت هتوراة الموحد، وهو حزب جماعي لأغودات يسرائيل وديغيل هاتوراه. تحاول التأثير على الكنيست بنظرة مؤيدة لليهودية، من خلال التركيز أساسًا على تمويل التعليم اليهودي (يشيفا)، والإعفاء من الخدمة العسكرية لطلاب المدارس الدينية الحريدية، ومحاولة حماية الحقوق الأساسية مثل حرية ممارسة شعائرهم الدينية. عمومًا، موقف أغودات يسرائيل مؤيد لإسرائيل.

#### التيار الليتواني
أعرب عدد من القادة الليتوانيين (غير الحاسيديميين)، مثل شازون إيش، والعازار مناحيم شيخ، والحاخام يوسف شالوم إلياشيف، عن وجهات نظر معادية للصهيونية بشدة. توجد أمثلة على ذلك في محاضرات ورسائل مناحيم. واحدة من الصحف في عالم الليتفيش، ياتيد نيمان، تنشر بانتظام مقالات تنتقد بشدة الصهيونية، وتطلق عليها «حركة هرطقية». يصوت المجتمع الليتفيشي الرئيسي، وفقًا لما يقوله الكثيرون إنها تعليمات شازون إيش. لكن بعض تلاميذه يعارضون هذا الادعاء. كان الحاخام إلياشيف يحث أتباعه على التصويت لقائمة ديغيل هاتوراه. يشرح الحاخام شمشون دوفيد بينكوس، نقلًا عن كتاب فيه خطبه عن عيد الفوريم، أنه في كل جيل، يظهر يتزر هارا (النزعة الشريرة) بأشكال مختلفة. من الأمثلة التي قدمها التنوير والشيوعية. يتابع موضحًا أن الصهيونية هي شكل من أشكال يتزر هارا في الوقت الحاضر.
كتب الحاخام موشيه فينشتاين (1895-1986)، أحد القادة الأمريكيين للعالم اليهودي الليتواني، ردًا شرعيًا على سؤال عما إذا كانت الصلاة مسموحة في كنيس يهودي يحمل العلم الإسرائيلي: «على الرغم من أنه من غير المناسب رفع الأعلام على الكنيس، والأهم من ذلك، عدم رفعها هناك دائمًا، والأكثر من ذلك، ليس بالقرب من تابوت التوراة، ويجب على المرء أن يحاول إزالتها بسلام. ومع ذلك، فإن القتال على هذا ممنوع».
لا تُترجم معاداة الصهيونية إلى عداء شخصي، وقد أظهر الحاخام حاييم شموليفيتز، مدرسة مير روش اليشيفا، الشكر لجنود الجيش الإسرائيلي علانيةً.
تُعرف سلالة سولوفيتشيك اليهودية الحريدية الليتوانية بأنها واحدة من أكثر السلالات المدرسية النخبوية في اليهودية الأرثوذكسية. انقسمت الأسرة الحاكمة إلى مجموعتين في القرن العشرين، فقد انحرفت أجزاء من عائلة سولوفيتشيك الحاخامية بعيدًا عن تقاليدها المعادية للصهيونية التي وضعها الحاخام حاييم سولوفيتشيك من بريسك، وتبنت وجهات نظر تتماشى مع اليهودية الأرثوذكسية الحديثة والصهيونية الدينية. من المفارقات أن الفصيل الصهيوني من سلالة بريسكر يتمركز في الولايات المتحدة، والفصيل المناهض للصهيونية كان وما يزال متمركزًا في إسرائيل. ما يزال الحاخام مئير سولوفيتشيك والحاخام ديفيد سولوفيتشيك، اللذان يقودان اثنتين من مدارس بريسكير الدينية في القدس، معارضين صريحين للصهيونية.

### مجموعات الحاسيديم
في حين أن الجماعات الحسيديمية المعتدلة من جير، وبريسلوف، وفيزنيتز، وبلز، وكلاوسنبرغ تعارض أيديولوجيًا الصهيونية، فإنها تصوت في الانتخابات الإسرائيلية، وتقبل التمويل الحكومي الإسرائيلي. جير وبلز هما من أكثر الحركات نفوذًا وراء الحزب السياسي الإسرائيلي أغودات يسرائيل، والذي يشكل مع الليتواني ديغيل هاتوراه حزب يهدوت هتوراة الموحد. كان الحاخام البارز الجيري، يتسحاق مئير ليفين، أحد الموقعين على إعلان الاستقلال الإسرائيلي. شغل منصب وزير الرفاه، على الرغم من أن أعضاء أغودات يسرائيل يفضلون اليوم العمل كنائبين للوزراء أو في لجان الكنيست. هذه المجموعات لا تحترم أي أيام مرتبطة بالدولة، ولا تتلو الصلاة من أجل دولة إسرائيل.
تطور موقف أغودات إلى موقف تعاوني بشكل عام مع دولة إسرائيل، مع التركيز على دعم الأنشطة الدينية داخل حدودها والحفاظ على المؤسسات الحريدية. بعض المتمردين المنتمين إلى أغودات يسرائيل، مثل الساديغورا الريبي أفروهوم يعقوب فريدمان، اتخذوا مواقف أكثر تشددًا فيما يتعلق بالأمن، والمستوطنات، والانفصال.